# Wietrznik (szczyt)
Wietrznik (niem. Vetenberg) – rozległy szczyt w Sudetach Środkowych w północnej części wierzchowiny Gór Bystrzyckich. Szczyt jest słabo zaznaczony i znajduje się między Smolną na zachodzie a Kamienną Górą na wschodzie, na południowy zachód od Polanicy-Zdroju. Nazwa niestandaryzowana góry i szczytu położonej w województwie dolnośląskim, w powiecie kłodzkim, w gminie Szczytna, na terenie obrębu geodezyjnego Szczytna, o wysokości 765,7 m n.p.m.

## Szlaki turystyczne
Południowo-wschodnim podnóżem Wietrznika,  Zieloną Drogą przechodzi szlak turystyczny:
- Zieleniec – Torfowisko pod Zieleńcem – Kamienna Góra – Przełęcz Sokołowska – Polanica-Zdrój – Garncarz – Batorów – Karłów.